# Ärkeängeln Mikaels kyrka, Krupnik
Ärkeängeln Mikaels kyrka (bulgariska: Църквата "Св. Архангел Михаил"/Tsarkvata "Sv. Arkhangel Mikhail") är en bulgarisk-ortodox kyrkobyggnad belägen i distriktet Krupnik, i Simitli kommun i regionen Blagoevgrad, i sydvästra Bulgarien.
Kyrkan är helgad åt ärkeängeln Mikael.

## Historia
Ärkeängeln Mikaels kyrka i Krupnik började byggas 1932 och stod klar 1935.

## Inventarier
- Inne i kyrkan finns fresker som är från runt 1971–1974 och som tillverkades av konstnären Pantalej Seferov.

- Ovanför ikonostasen finns en inskription på fornkyrkoslaviska.

## Bilder

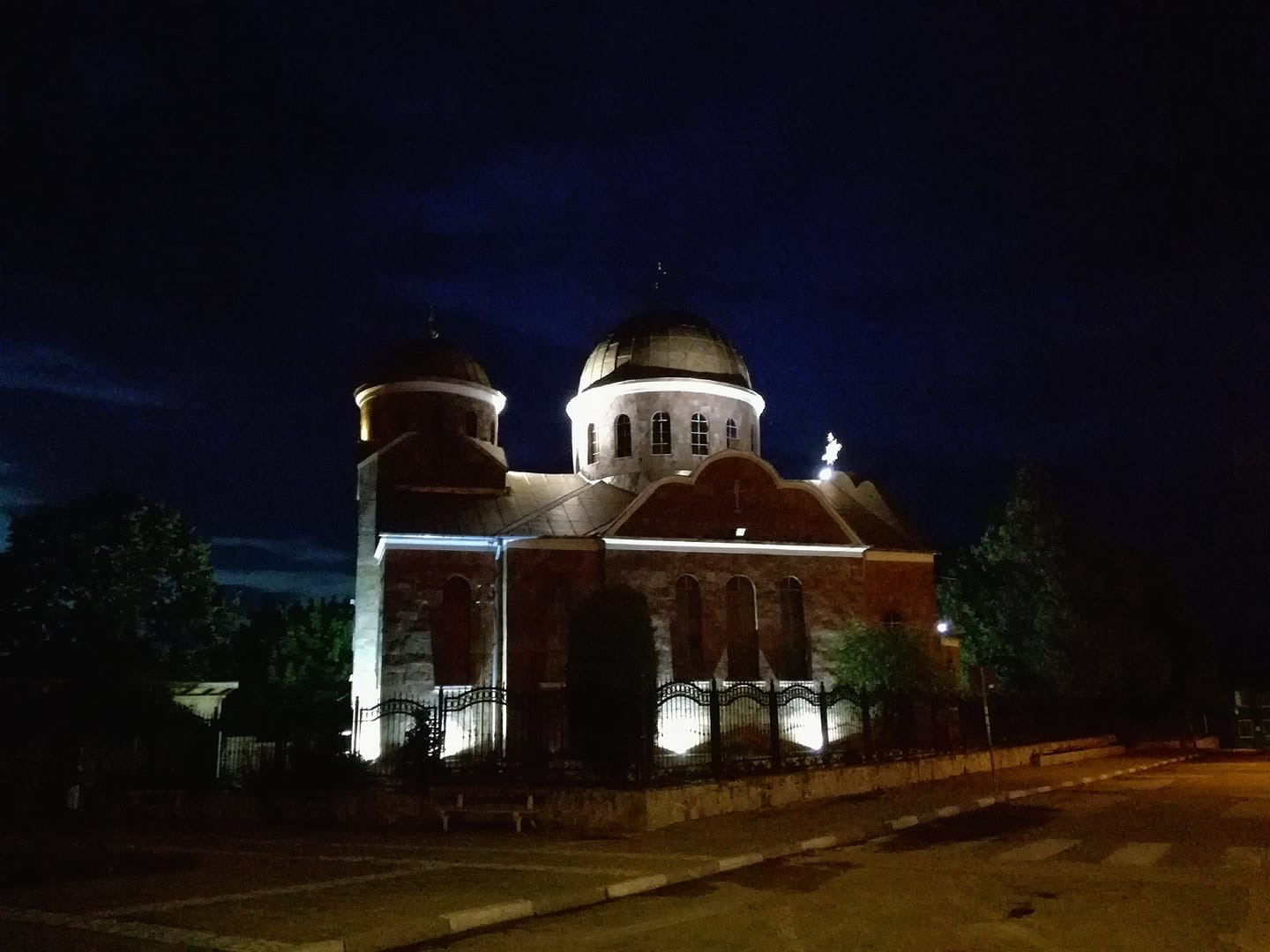
Kyrkan under nattetid.